# Вилакучи (Џорџија)
Вилакучи (Џорџија) (енгл. Willacoochee) град је у америчкој савезној држави Џорџија. По попису становништва из 2010. у њему је живело 1.391 становника.

## Демографија
Према попису становништва из 2010. у граду је живело 1.391 становника, што је 43 (3,0%) становника мање него 2000. године.
| Група             | 2000.       | 2010.       |
| Белци             | 624 (43,5%) | 552 (39,7%) |
| Афроамериканци    | 565 (39,4%) | 504 (36,2%) |
| Азијати           | 7 (0,5%)    | 3 (0,2%)    |
| Хиспаноамериканци | 226 (15,8%) | 322 (23,1%) |
| Укупно            | 1.434       | 1.391       |